# Sitakilly
Sitakilly is een gemeente (commune) in de regio Kayes in Mali. De gemeente telt 30.200 inwoners (2009).
De gemeente bestaat uit de volgende plaatsen:
- Batama
- Dabala-Dalaya
- Diantinsa
- Djibouria
- Djidian-Kénièba
- Kambélé
- Koffing
- Linguékoto II
- Mouralia
- Sakola-Loulo
- Sékonamata
- Sitakilly
- Tabakoto
- Yatiya-Bérola